# В
В (gemen: в) är en bokstav i det kyrilliska alfabetet. Precis som det latinska alfabetets B härstammar den från grekiska beta (β). Den uttalas normalt som v, men i ryskan uttalas den som f i slutet av ord. Vid transkribering av ryska använder man bokstaven v i svensk text och [v] i IPA. Vid translitteration till latinska bokstäver enligt ISO 9 motsvaras bokstaven också av v. Bokstaven В ska inte förväxlas med Б som motsvarar B i det latinska alfabetet.
| Unicode | Liten bokstav |                          | Unicode | Stor bokstav |                            | Används bl.a. i följande språk           |
| ------- | ------------- | ------------------------ | ------- | ------------ | -------------------------- | ---------------------------------------- |
| U+0432  | в             | CYRILLIC SMALL LETTER VE | U+0412  | В            | CYRILLIC CAPITAL LETTER VE | de flesta där kyrilliskt alfabet används |

## Teckenkoder i datorsammanhang
| Teckenkoder        | Versal: В                  | Gemen: в                 |
| ------------------ | -------------------------- | ------------------------ |
| Namn (Unicode)     | CYRILLIC CAPITAL LETTER VE | CYRILLIC SMALL LETTER VE |
| Kodpunkt (Unicode) | U+0412                     | U+0432                   |
| HTML               | &#1042;                    | &#1074;                  |